# Storbåtvikavan
Storbåtvikavan är en sjö i Örnsköldsviks kommun i Ångermanland och ingår i Gideälven-Idbyåns kustområde.